# Osteoglossiformes
Els osteoglossiformes (Osteoglossiformes, gr. llengua amb ossos), són un ordre relativament primitiu dels peixos amb teleostis que conté dos subordres, Notopteroidei i Osteoglossoidei. Totes les seves espècies són peixos d'aigua dolça i es troben a Amèrica del Sud, Àfrica, Austràlia i al sud d'Àsia, després d'haver evolucionat primer a Gondwana abans que aquest continent es comencés a separar.

## Descripció
Els membres d'aquest ordre tenen la llengua dentada o ossuda, i tenen la part davantera del tracte gastrointestinal a l'esquerra de l'esòfag i de l'estómac (a la resta dels peixos passa per la dreta). Els peixos osteoglossiformes varien considerablement en mida i forma; sent el més petit Pollimyrus castelnaui amb només 2 centímetres de longitud, i Arapaima gigues el més gran, que pot arribar fins als 2,5 metres.

## Classificació
Els peixos d'ulls de lluna (Hiodontidae) que sovint es classifiquen dins d'aquest ordre, de vegades es col·locaquen dins de l'ordre dels (hiodontiformes).
- Subordre Notopteroidei
  - Família Gymnarchidae
  - Família Lycopteridae (extint)
  - Família Mormyridae
  - Família Notopteridae
  - Família Ostariostomidae (extint)
- Subordre Osteoglossoidei
  - Família Heterotididae
  - Família Osteoglossidae
  - Família Pantodontidae
  - Família Singidididae (extint)